# WWE The Bash
Pour les articles homonymes, voir Bash.

The Great American Bash

WWE The Bash (The Great American Bash jusqu'en 2008) est un pay per view annuel de la World Wrestling Entertainment et se déroulait chaque année au mois de juin ou juillet. Cet évènement était à l'origine tenu par la National Wrestling Alliance et par la suite la World Championship Wrestling avant d'avoir été remis au goût du jour par la World Wrestling Entertainment en 2004. De 2004 à 2006, c'était un pay-per-view exclusif à la division SmackDown.

## The Great American Bash

### National Wrestling Alliance

#### 1985
The Great American Bash 1985 s'est déroulé le 6 juillet 1985 au American Legion Memorial Stadium de Charlotte en Caroline du Nord.
- Jimmy Valiant def. Paul Jones dans un Dog Collar match
- Manny Fernandez, Sam Houston et Buzz Tyler def. Billy Graham, Konga the Barbarian et Abdullah the Butcher (w/ Paul Jones)
- Ron Bass (w/ James J. Dillon) vs Buddy Landel (match nul résultant d'une limite de temps)
- Ole et Arn Anderson def. Buzz Sawyer et Dick Slater pour conserver le NWA National Tag Team Championship
- NWA World Tag Team Champions Krusher Khruschev et Ivan Koloff vs AWA World Tag Team Champions The Road Warriors (Hawk et Animal) (w/Paul Ellering) (double disqualification)
- Magnum T.A. def. Kamala (w/Skandor Akbar) par disqualification pour conserver le NWA United States Championship
- Ric Flair def. Nikita Koloff (w/Ivan Koloff) avec David Crockett en tant qu'arbitre spécial pour conserver le NWA World Heavyweight Championship
- Dusty Rhodes def. Tully Blanchard (w/Baby Doll) dans un Steel cage match pour remporter le NWA World Television Championship

#### 1986
La Jim Crockett Promotions utilisait The Great American Bash en tant que nom d'une tournée à travers le pays dont les shows avaient le calibre d'un PPV. En 1986, il y'avait 13 Great American Bash et le NWA World Heavyweight Champion Ric Flair défendait son titre à chaque représentation face à Ricky Morton, Hawk, Ron Garvin, Nikita Koloff, Robert Gibson, Road Warrior Animal, Magnum T.A., Wahoo McDaniel et Dusty Rhodes. Ce dernier battait Flair pour le titre lors du Bash du 26 juillet. Flair le défiait pour un match revanche lors du dernier Bash le 2 août. Les villes de la tournée sont dans l'ordre: 1er juillet à Philadelphie, Pennsylvanie, 3 juillet à Washington, D.C., 4 juillet à Memphis, Tennessee, 5 juillet à Charlotte, Caroline du Nord, 9 juillet à Cincinnati, Ohio, 10 juillet à Charleston, Virginie, 12 juillet à Jacksonville, Floride, 18 juillet à Richmond, Virginie, 21 juillet à Fayetteville, Caroline du Nord, 23 juillet à Johnson City, Tennessee, 25 juillet à Norfolk, Virginie, 26 juillet à Greensboro, Caroline du Nord et 2 août à Atlanta, Géorgie.
5 juillet 1986 à Charlotte, CDN (Memorial Stadium)
- NWA World Junior Heavyweight Champion Denny Brown vs Steve Regal (match nul résultant d'une limite de temps)
- Robert Gibson def. Black Bart
- Ole et Arn Anderson def. Sam Houston et Nelson Royal
- Manny Fernandez def. Baron Von Raschke (w/Paul Jones) dans un Bunkhouse Match
- Wahoo McDaniel def. Jimmy Garvin (w/Precious) dans un Indian Strap Match
- Ron Garvin def. Tully Blanchard (w/James J. Dillon) dans un Taped Fist Match
- Road Warriors (w/Paul Ellering) def. Ivan et Nikita Koloff dans un Russian Chain Match
- Jimmy Valiant def. Shaska Whatley (w/Paul Jones) dans un Hair vs. Hair Match
- Dusty Rhodes, Magnum T.A. et Baby Doll def. The Midnight Express et Jim Cornette dans un Steel Cage Match
- NWA World Heavyweight Champion Ric Flair def. Ricky Morton dans un Steel cage match

26 juillet 1986 à Greensboro, CDN (Greensboro Coliseum)
- Steve Regal def. Sam Houston
- Black Bart et Konga the Barbarian def. Denny Brown et Italian Stallion
- Manny Fernandez def. Baron Von Raschke (w/Paul Jones) dans un Loaded Glove on a Pole Match
- Wahoo McDaniel def. Jimmy Garvin (w/Precious) dans un Indian Strap Match
- Tully Blanchard (w/James J. Dillon) def. Ron Garvin dans un Taped Fist Match
- The Rock 'n' Roll Express vs Ole et Arn Anderson (match nul résultant d'une limite de temps)
- Paul Jones (w/Shaska Whatley) def. Jimmy Valiant dans un Hair vs. Hair Match
- Nikita Koloff (w/Ivan Koloff) def. Magnum T.A. dans un match comptant pour le Best-of-7-Series pour remporter le vacant NWA United States Championship
- Road Warriors et Baby Doll (w/Paul Ellering) def. The Midnight Express et Jim Cornette dans un Steel Cage Match
- Dusty Rhodes def. NWA World Heavyweight Champion Ric Flair dans un Steel Cage Match pour remporter le titre

#### 1987
4 juillet 1987 à Atlanta, GE (The Omni)
- Kendall Windham def. Gladiator #1
- Sting def. Thunderfoot #1
- LazerTron def. MOD Squad Spike
- Jimmy Valiant def. MOD Squad Basher
- NWA Western States Heritage Champion Barry Windham def. Rick Steiner
- Ron Garvin et Jimmy Garvin (w/Precious) def. Vladimir Petrov et The Barbarian (w/Paul Jones)
- UWF Tag Team Champions Tim Horner et Brad Armstrong def. Angel of Death et Big Bubba Rogers (w/Skandor Akbar)
- Chris Adams def. Black Bart (w/Skandor Akbar) par disqualification
- The Fabulous Freebirds def. Ivan Koloff, Manny Fernandez et Paul Jones
- NWA World Tag Team Champions The Rock 'n' Roll Express def. NWA United States Tag Team Champions The Midnight Express (w/Jim Cornette) par disqualification
- Steve Williams def. Dick Murdoch dans un Texas Death Match
- Road Warriors, Nikita Koloff, Dusty Rhodes et Paul Ellering def. Ric Flair, Arn Anderson, Lex Luger, Tully Blanchard et James J. Dillon (w/Dark Journey) dans un WarGames Match

18 juillet 1987 à Charlotte, CDN (Memorial Stadium)
- Kendall Windham, Jimmy Valiant et LazerTron def. Sean Royal, Gladiator #1 et Gladiator #2
- Chris Adams def. Black Bart (w/Skandor Akbar)
- NWA Western States Heritage Champion Barry Windham def. Big Bubba Rogers (w/Skandor Akbar)
- Steve Williams et Terry Gordy def. Eddie Gilbert et Dick Murdoch dans un Bunkhouse Match
- NWA United States Tag Team Champions The Midnight Express (w/Jim Cornette) def. Michael Hayes et Buddy Roberts
- NWA World Tag Team Champions The Rock 'n' Roll Express def. The MOD Squad
- Road Warrior Animal (w/Paul Ellering) def. Arn Anderson (w/James J. Dillon) dans un Taped Fist Match
- NWA United States Champion Lex Luger (w/James J. Dillon) def. Nikita Koloff
- NWA World Heavyweight Champion Ric Flair (w/James J. Dillon) def. Road Warrior Hawk (w/Paul Ellering) par disqualification
- Dusty Rhodes (w/Barry Windham) def. NWA World Television Champion Tully Blanchard (w/James J. Dillon & Dark Journey) dans un "lights-out" Barbed Wire Ladder match pour $100,000.

31 juillet 1987 à Miami, Floride (Orange Bowl)
- Manny Fernandez et The Barbarian (w/Paul Jones) def. Randy Mulkey et Bill Mulkey
- NWA Western States Heritage Champion Barry Windham def. Incubus
- NWA Florida Tag Team Champions The Sheepherders vs Jimmy Garvin et Ron Garvin (w/Precious) (double disqualification)
- NWA Florida Heavyweight Champion Mike Rotunda def. Ivan Koloff
- Kevin Sullivan def. Dory Funk, Jr. dans un Texas Death Match
- NWA World Tag Team Champions The Rock 'n' Roll Express def. NWA United States Tag Team Champions The Midnight Express (w/Jim Cornette) par disqualification
- Road Warriors, Dusty Rhodes, Nikita Koloff et Paul Ellering def. Ric Flair, Arn Anderson, Lex Luger, Tully Blanchard et The War Machine (w/James J. Dillon & Dark Journey) dans un WarGames Match

#### 1988
The Great American Bash 1988: The Price of Freedom s'est déroulé le 10 juillet 1988 au Baltimore Arena de Baltimore au Maryland.
- Dark match : Rick Steiner et Dick Murdoch def. Tim Horner et Kendall Windham
- NWA World Tag Team Champions Arn Anderson et Tully Blanchard (w/James J. Dillon) vs Sting et Nikita Koloff (match nul résultant d'une limite de temps) (20:00)
- The Midnight Express (Bobby Eaton et Stan Lane) (w/Jim Cornette) def. The Fantastics (Bobby Fulton et Tommy Rogers) pour remporter le NWA United States Tag Team Championship (16:23)
- The Road Warriors (Hawk et Animal), Steve Williams, Jimmy Garvin et Ron Garvin (w/Precious) def. Kevin Sullivan, Mike Rotunda, Al Perez, The Russian Assassin et Ivan Koloff (w/Gary Hart) dans un Tower of Doom match (19:55)
- Barry Windham (w/James J. Dillon) def. Dusty Rhodes pour conserver le NWA United States Championship (15:55)
- Ric Flair (w/James J. Dillon) def. Lex Luger pour conserver le NWA World Heavyweight Championship (23:13)

#### 1989
The Great American Bash 1989 s'est déroulé le 23 juillet 1989 au Baltimore Arena de Baltimore au Maryland.
- Sid Vicious et Dan Spivey (w/Teddy Long) remportent une Two-Ring King of the Hill Battle Royal, comprenant : Eddie Gilbert, Terry Gordy, Scott Hall, Bill Irwin, Brian Pillman, Ranger Ross, Mike Rotunda, Ron Simmons, Rick Steiner, Scott Steiner et Kevin Sullivan
- Brian Pillman def. Bill Irwin (10:18)
- The Skyscrapers (Sid Vicious et Dan Spivey) (w/Teddy Long) def. The Dynamic Dudes (Johnny Ace et Shane Douglas) (9:14)
- Jim Cornette def. Paul E. Dangerously dans un Tuxedo match (6:22)
- The Steiner Brothers (Rick et Scott) def. Mike Rotunda et Kevin Sullivan dans un Texas Tornado match (4:22)
- Sting def. The Great Muta (w/Gary Hart) pour conserver le NWA World Television Championship (8:40)
- Lex Luger def. Ricky Steamboat par disqualification pour conserver le NWA United States Championship (10:26)
- The Road Warriors (Hawk et Animal), The Midnight Express (Bobby Eaton et Stan Lane) et Steve Williams (w/Jim Cornette) def. The Fabulous Freebirds (Jimmy Garvin, Michael Hayes, Terry Gordy) et The Samoan Swat Team (Samu et Fatu) (w/Paul E. Dangerously) dans un WarGames match (22:18)
- Ric Flair def. Terry Funk (w/Gary Hart) pour conserver le NWA World Heavyweight Championship (17:23)

#### 1990
The Great American Bash 1990: New Revolution s'est déroulé le 7 juillet 1990 au Baltimore Arena de Baltimore au Maryland.
- Dark match : David Sierra (en) def. Mr. X (10:06)
- Doug Furnas def. Dutch Mantel (11:18)
- Mike Rotunda def. The Iron Sheik (6:46)
- Brian Pillman def. Buddy Landel (9:29)
- Doom (Ron Simmons et Butch Reed) (w/Teddy Long) def. The Rock 'n' Roll Express (Ricky Morton et Robert Gibson) pour conserver le NWA World Tag Team Championship (15:40)
- Paul Orndorff, The Junkyard Dog et El Gigante def. The Four Horsemen (Sid Vicious, Arn Anderson et Barry Windham) (w/Ole Anderson) par disqualification (8:53)
- Harley Race def. Tommy Rich (6:32)
- Big Van Vader def. Tom Zenk (2:16)
- The Steiner Brothers (Rick et Scott) def. The Fabulous Freebirds (Jimmy Garvin et Michael Hayes) (13:45)
- The Midnight Express (Bobby Eaton et Stan Lane) def. The Southern Boys (Tracy Smothers et Steve Armstrong) pour conserver le NWA United States Tag Team Championship (18:14)
- Lex Luger def. Mark Callous (w/Paul E. Dangerously) pour conserver le NWA United States Championship (12:10)
- Sting (w/The Dudes with Attitudes) def. Ric Flair (w/Ole Anderson) pour remporter le NWA World Heavyweight Championship (16:06)

### World Championship Wrestling

#### 1991
The Great American Bash 1991 s'est déroulé le 14 juillet 1991 au Baltimore Arena de Baltimore au Maryland.
- Dark match : The Junkyard Dog def. Black Bart (12:45)
- P.N. News et Bobby Eaton (w/Salt-N-Pepa) def. Steve Austin et Terrance Taylor (w/Lady Blossom et Alexandra York) dans un Scaffold match (6:19)
- The Yellow Dog def. Johnny B. Badd (w/Teddy Long) par disqualification (6:00)
- Ron Simmons def. Oz (w/Merlin the Wizard) (7:55)
- Big Josh def. Black Blood (w/Kevin Sullivan) (5:39)
- Dustin Rhodes et The Southern Boys (Tracy Smothers et Steve Armstrong) def. The Fabulous Freebirds (Badstreet, Jimmy Garvin, Michael Hayes) (w/Big Daddy Dink) dans un Elimination match (17:10)
- The Diamond Stud (w/Diamond Dallas Page) def. Tom Zenk (9:00)
- El Gigante (w/a bunch of midgets) def. One Man Gang (w/Kevin Sullivan) (6:13)
- Richard Morton (w/Alexandra York et Mr. Hughes) def. Robert Gibson (17:03)
- Nikita Koloff def. Sting dans un Russian Chain match (11:38)
- Lex Luger (w/Harley Race et Mr. Hughes) def. Barry Windham dans un match en Cage pour remporter le vacant WCW World Heavyweight Championship (12:25)
- Rick Steiner et Missy Hyatt def. Arn Anderson et Paul E. Dangerously dans un match en Cage (2:08)

#### 1992
The Great American Bash 1992 s'est déroulé le 12 juillet 1992 au Gray Civic Center de Albany en Géorgie.
- Dark match : The Super Invader (w/Harley Race) def. Marcus Bagwell
- Nikita Koloff et Ricky Steamboat def. Jushin Liger et Brian Pillman (19:26)
  - C'était un quart de finale d'un tournoi pour le vacant NWA Tag Team Championship.
- Dustin Rhodes et Barry Windham def. Steve Austin et Rick Rude (w/Paul E. Dangerously) (19:15)
  - C'était un quart de finale d'un tournoi pour le vacant NWA Tag Team Championship.
- Hiro Hase et Shinya Hashimoto def. The Fabulous Freebirds (Jimmy Garvin et Michael Hayes) (9:16)
  - C'était un quart de finale d'un tournoi pour le vacant NWA Tag Team Championship.
- Terry Gordy et Steve Williams def. Nikita Koloff et Ricky Steamboat (21:39)
  - C'était une demi-finale d'un tournoi pour le vacant NWA Tag Team Championship.
- Dustin Rhodes et Barry Windham def. Hiro Hase and Shinya Hashimoto (14:55)
  - C'était une demi-finale d'un tournoi pour le vacant NWA Tag Team Championship.
- Big Van Vader (w/Harley Race) def. Sting pour remporter le WCW World Heavyweight Championship (17:17)
- Terry Gordy et Steve Williams def. Dustin Rhodes et Barry Windham pour remporter le vacant NWA World Tag Team Championship (21:10)
  - C'était la finale d'un tournoi pour le vacant NWA Tag Team Championship.

#### 1995
The Great American Bash 1995 s'est déroulé le 18 juin 1995 au Hara Arena de Dayton en Ohio.
- Dark match : Harlem Heat (Booker T et Stevie Ray) def. The Fantastics (Bobby Fulton et Tommy Rogers) (6:46)
- Dark match : Sgt. Craig Pittman def. Scott D'Amore (2:16)
- Dark match : Dick Slater et Bunkhouse Buck def. Frankie Lancaster et Barry Houston (3:52)
- Alex Wright def. Brian Pillman (15:42)
- Dave Sullivan def. Diamond Dallas Page (w/The Diamond Doll et Maxx Muscle) dans un Arm Wrestling contest
- Jim Duggan def. Sgt. Craig Pittman par disqualification (8:13)
- Harlem Heat (Booker T et Stevie Ray) (w/Sister Sherri) def. Dick Slater et Bunkhouse Buck (w/Colonel Robert Parker et Meng) (8:39)
- The Renegade def. Arn Anderson pour remporter le WCW World Television Championship (9:07)
- The Nasty Boys (Brian Knobbs et Jerry Sags) def. The Bluebloods (Earl Robert Eaton et Lord Steven Regal) pour conserver le WCW World Tag Team Championship (15:03)
- Sting def. Meng (w/Colonel Robert Parker) pour remporter le vacant WCW United States Championship (13:34)
- Ric Flair def. Randy Savage (w/Angelo Poffo) (14:42)

#### 1996
The Great American Bash 1996 s'est déroulé le 16 juin, 1996 au Baltimore Arena de Baltimore dans le Maryland.
- Dark match : Rocco Rock def. Jerry Sags (1:46)
- Dark match : Michael Wallstreet def. Jim Powers (3:07)
- Dark match : Jim Duggan def. Disco Inferno (2:09)
- The Steiner Brothers (Rick et Scott) def. Fire and Ice (Scott Norton et Ice Train) (10:29)
- Konnan def. El Gato pour conserver le WCW United States Championship (6:03)
- Diamond Dallas Page def. Marcus Bagwell (w/Scotty Riggs) (9:39)
- Dean Malenko def. Rey Misterio, Jr. pour conserver le WCW Cruiserweight Championship (17:50)
- John Tenta def. Big Bubba Rogers (w/Jimmy Hart) (5:24)
- Chris Benoit def. Kevin Sullivan (w/Jimmy Hart) dans un Falls Count Anywhere match (9:58)
- Sting def. Lord Steven Regal (w/Jeeves) (16:30)
- Ric Flair et Arn Anderson (w/Woman et Miss Elizabeth) def. Kevin Greene et Steve McMichael (w/Randy Savage, Debra McMichael et Terri Greene) (20:51)
- The Giant (w/Jimmy Hart) def. Lex Luger pour conserver le WCW World Heavyweight Championship (9:21)

#### 1997
The Great American Bash 1997: Savage/Page II s'est déroulé le 15 juin 1997 au The MARK of the Quad Cities de Moline en Illinois.
- Ultimo Dragon def. Psychosis (w/Sonny Onoo) (14:20)
- Harlem Heat (Booker T et Stevie Ray) (w/Sister Sherri) def. The Steiner Brothers (Rick et Scott) par disqualification (12:02)
- Konnan def. Hugh Morrus (10:34)
- Glacier def. Wrath (w/James Vandenburg et Mortis) (12:02)
- Akira Hokuto (w/Sonny Onoo) def. Madusa dans un Title vs. Career match pour conserver le WCW Women's Championship (11:41)
  - À cause de sa défaite, Madusa devait prendre sa retraite.
- Chris Benoit def. Meng dans un Death match (14:59)
- Kevin Greene def. Steve McMichael (w/Debra McMichael) (9:21)
- The Outsiders (Scott Hall et Kevin Nash) def. Ric Flair et Roddy Piper pour conserver le WCW World Tag Team Championship (10:02)
- Randy Savage (w/Miss Elizabeth) def. Diamond Dallas Page (w/Kimberly Page) dans un Falls Count Anywhere match (16:56)

#### 1998
The Great American Bash 1998 s'est déroulé le 14 juin 1998 au Baltimore Arena de Baltimore dans le Maryland.
- Booker T def. Chris Benoit (16:20)
  - Booker remportait ce dernier match d'un Best-of-Seven series pour devenir le challenger numéro 1 au WCW World Television Championship.
- Kanyon def. Saturn (14:46)
- Chris Jericho def. Dean Malenko par disqualification pour remporter le vacant WCW Cruiserweight Championship (13:52)
- Juventud Guerrera def. Reese (w/Lodi) (8:45)
- Chavo Guerrero, Jr. def. Eddy Guerrero (14:46)
- Booker T def. Fit Finlay pour remporter le WCW World Television Championship (13:13)
- Goldberg def. Konnan (w/Rick Rude et Curt Hennig) pour conserver le WCW United States Championship (1:57)
- Hulk Hogan et Bret Hart (w/The Disciple) def. Roddy Piper et Randy Savage (11:40)
- Roddy Piper def. Randy Savage (1:37)
- Sting def. The Giant (6:40)

#### 1999
The Great American Bash 1999 s'est déroulé le 13 juin 1999 au Baltimore Arena de Baltimore au Maryland.
- Hak (w/Chastity) def. Brian Knobbs (w/Jimmy Hart) dans un match Hardcore (5:41)
- Hammer def. Mikey Whipwreck (8:35)
- Buff Bagwell def. Disco Inferno (10:33)
- The No Limit Soldiers (Konnan et Rey Misterio, Jr.) def. The West Texas Rednecks (Curt Hennig et Bobby Duncum, Jr.) (10:44)
- Ernest Miller (en) (w/Sonny Onoo) def. Horace Hogan (5:10)
- Ric Flair (w/Arn Anderson et Asya) def. Roddy Piper par disqualification (8:16)
- Rick Steiner def. Sting dans un Falls Count Anywhere Match pour conserver le WCW World Television Championship (10:35)
- The Jersey Triad (Diamond Dallas Page et Kanyon) (w/Bam Bam Bigelow) def. Chris Benoit et Perry Saturn pour remporter le WCW World Tag Team Championship (19:13)
- Kevin Nash def. Randy Savage (w/Gorgeous George, Madusa et Miss Madness) par disqualification pour conserver le WCW World Heavyweight Championship (7:29)

#### 2000
The Great American Bash 2000 s'est déroulé le 11 juin 2000 au Baltimore Arena de Baltimore dans le Maryland.
- Lt. Loco (w/Captain Rection, Major Gunns, Corporal Cajun) def. Disco Inferno (w/Konnan, Tygress, Rey Mysterio, Jr., Juventud Guerrera) pour conserver le WCW Crusierweight Championship (4:57)
- KroniK (Brian Adams et Bryan Clark) def. The Mamalukes (Big Vito et Johnny the Bull) (9:20)
- Mike Awesome def. Diamond Dallas Page (w/Chris Kanyon) dans un Ambulance match (9:41)
- GI Bro def. Shawn Stasiak dans un Boot Camp match (13:58)
- Shane Douglas def. The Wall dans un Best of 5 Tables match (8:12)
- Scott Steiner (w/Midajah et Shakira) def. Rick Steiner et Tank Abbott dans un match Handicap Asylum match (3:46)
- Hulk Hogan def. Billy Kidman (w/Torrie Wilson) (w/Horace Hogan en tant qu'arbitre spécial) (11:39)
  - Si Hogan perdait, il devait prendre sa retraite.
- Ric Flair def. David Flair (w/Vince Russo) (10:16)
  - Si Ric perdait, il devait prendre sa retraite.
- Vampiro def. Sting dans un Human Torch match (7:23)
- Jeff Jarrett def. Kevin Nash (w/Ernest Miller (en) en tant qu'arbitre spécial) pour conserver le WCW World Heavyweight Championship (17:22)

### World Wrestling Entertainment

#### 2004
The Great American Bash 2004 s'est déroulé le 27 juin 2004 au Norfolk Scope de Norfolk en Virginie.
- Sunday Night Heat match : Spike Dudley def. Jamie Noble (4:13)
- John Cena def. René Duprée, Booker T et Rob Van Dam dans un Fatal Four-Way Elimination match pour conserver le WWE United States Championship (15:52)
- Luther Reigns (w/Kurt Angle) def. Charlie Haas (w/Miss Jackie) (7:11)
- Rey Mysterio def. Chavo Guerrero pour conserver le WWE Cruiserweight Championship (19:40)
- Kenzo Suzuki (w/Hiroko) def. Billy Gunn (8:06)
- Sable def. Torrie Wilson (6:06)
- Mordecai def. Hardcore Holly (6:31)
- John "Bradshaw" Layfield def. Eddie Guerrero dans un Texas Bullrope match pour remporter le WWE Championship (21:06)
- The Undertaker def. The Dudley Boyz (Bubba Ray et D-Von) (w/Paul Heyman) dans un Concrete Crypt handicap match (14:42)

#### 2005
The Great American Bash 2005 s'est déroulé le 24 juillet 2005 au HSBC Arena de Buffalo, New York. 
- Sunday Night Heat match : Paul London def. Nunzio pour conserver le WWE Cruiserweight Championship (2:33)
- Heidenreich et Road Warrior Animal def. MNM (Joey Mercury et Johnny Nitro) (w/Melina) pour remporter le WWE Tag Team Championship (6:45)
- Booker T (w/Sharmell) def. Christian (11:37)
  - La WWE annonce le depart de Crypte Show
- Orlando Jordan def. Chris Benoit pour conserver le WWE United States Championship (14:23)
- The Undertaker def. Muhammad Hassan (w/Daivari) (8:04)
- The Mexicools (Super Crazy, Juventud, et Psicosis) def. The bWo (Big Stevie Cool, The Blue Meanie, et Hollywood Nova) (4:53)
- Rey Mysterio def. Eddie Guerrero (15:39)
- Melina def. Torrie Wilson (avec Candice Michelle en tant qu'arbitre spécial) dans un Bra and Panties Match (3:53)
- John Bradshaw Layfield (w/Orlando Jordan) def. le World Heavyweight Champion Batista par disqualification (19:47)

#### 2006
The Great American Bash 2006 s'est déroulé le 23 juillet 2006 au Conseco Fieldhouse d'Indianapolis en Indiana. 
- Dark match : Funaki def. Simon Dean
- Paul London et Brian Kendrick def. The Pit Bulls (Jamie Noble et Kid Kash) pour conserver le WWE Tag Team Championship (13:28)
- Finlay def. William Regal pour conserver le WWE United States Championship (13:49)
  - Bobby Lashley était à l'origine supposé faire partie de ce match .Lashley était retiré de toute action à cause d'un taux anormalement élevé d'enzymes dans le foie.
- Gregory Helms def. Matt Hardy (11:43)
- The Undertaker def. The Big Show dans le tout premier Punjabi Prison Match (21:35)
  - The Great Khali était à l'origine supposé affronter The Undertaker, mais était remplacé par le Big Show pour des problèmes de santé.
- Ashley Massaro def. Kristal Marshall, Jillian Hall, et Michelle McCool dans un Fatal Four-Way Bra and Panties Match (5:17)
- Mr. Kennedy def. Batista par disqualification (8:38)
  - Mark Henry était à l'origine supposé affronter Batista, mais était remplacé par Kennedy à cause de sa grave blessure au genou au Saturday Night's Main Event.
- King Booker def. Rey Mysterio pour remporter le World Championship.(16:46)
  - King Booker effectue le tombé sur Rey Mysterio après que Chavo Guerrero lui a donné un coup de chaise pendant que l'arbitre était inconscient.

#### 2007
The Great American Bash 2007 s'est déroulé le 22 juillet 2007 au HP Pavilion de San Jose en Californie.
- Dark match : Chuck Palumbo def. Chris Masters
- Montel Vontavious Porter (c) def. Matt Hardy pour conserver le WWE United States Championship (12:55)
  - MVP a effectué le tombé sur Hardy après un Playmaker.
- Hornswoggle def. Chavo Guerrero (c), Jimmy Wang Yang, Shannon Moore, Funaki et Jamie Noble pour remporter le WWE Cruiserweight Championship (6:59)
  - Hornswoggle a effectué le tombé sur Noble après un Tadpole Splash.
  - Hornswoggle était momentanément sur le ring quand la cloche sonnait, faisant de lui officiellement un participant au match (qui était ouvert à tous les cruiserweights), bien qu'il se cachât sous le ring pour la plus grande partie du match.
- Carlito def. The Sandman dans un Singapore Cane on a Pole Match (5:31)
  - Carlito a effectué le tombé sur Sandman après un back stabber
- Candice Michelle (c) def. Melina pour conserver le WWE Women's Championship (6:22)
  - Candice a effectué le tombé sur Melina après un Candywrapper.
- Umaga def. Jeff Hardy pour conserver le WWE Intercontinental Championship (11:20)
  - Umaga a effectué le tombé sur Hardy après un Samoan Spike.
- John Morrison def. CM Punk pour conserver le ECW World Championship (7:50)
  - Morrison a effectué le tombé sur Punk après l'avoir reçu sur ses deux genoux sur un slingshot.
- Randy Orton def. Dusty Rhodes dans un Texas Bullrope match (5:40)
  - Orton a effectué le tombé sur Rhodes après lui avoir donné un coup de cloche sur la tête.
- The Great Khali (c) def. Kane et Batista dans un Triple Threat match pour conserver le WWE World Heavyweight Championship (10:04)
  - Khali a effectué le tombé sur Kane après un Batista Bomb de Batista et un Giant Chokeslam.

pendant le match batista et kane ont porté un spinebuster et un chokeslam sur le great khali à travers la tables des commentateurs 
- John Cena (c) def. Bobby Lashley pour conserver le WWE Championship (14:52)
  - Cena a effectué le tombé sur Lashley après un FU de la troisième corde.
  - Cena et Lashley se sont serré la main après le match.

#### 2008
The Great American Bash 2008 s'est déroulé le 20 juillet 2008 au Nassau Coliseum de Uniondale dans l'État de New York.
| #                                                                | Match | Stipulation                                                     | Durée |
| ---------------------------------------------------------------- | --- | --------------------------------------------------------------- | ----- |
| 1                                                                | Zack Ryder et Curt Hawkins battent John Morrison et The Miz (c), Jesse et Festus, et Finlay et Hornswoggle | Fatal Four-Way Tag Team Match pour le WWE Tag Team Championship | 9:05  |
| 2                                                                | Shelton Benjamin bat Matt Hardy (c)                                                                        | Match simple pour le WWE United States Championship             | 9:33  |
| 3                                                                | Mark Henry (c) bat Tommy Dreamer (w/Colin Delaney)                                                         | Match simple pour l'ECW Championship                            | 5:29  |
| 4                                                                | Chris Jericho (w/Lance Cade) bat Shawn Michaels                                                            | Match Simple                                                    | 18:18 |
| 5                                                                | Michelle McCool bat Natalya                                                                                | Match simple pour le WWE Divas Championship                     | 4:41  |
| 6                                                                | CM Punk (c) contre Batista se finit en no-contest                                                          | Match simple pour le WWE World Heavyweight Championship         | 11:10 |
| 7                                                                | JBL bat John Cena                                                                                          | New York City Parking Lot Brawl Match                           | 14:36 |
| 8                                                                | Triple H (c) bat Edge                                                                                      | Match simple pour le WWE Championship                           | 16:48 |
| (c) désigne le(s) champion(s) défendant son titre dans le match. | |                                                                 |       |

#### 2009
The Bash est un Pay-Per-View de la World Wrestling Entertainment. Il s'agit du premier The Bash WWE, succédant à The Great American Bash. Il s'est déroulé le 28 juin à l'ARCO Arena à Sacramento en Californie.
- Dark match : R-Truth bat. Shelton Benjamin (9:18)
- Tommy Dreamer (c) bat. Christian, Jack Swagger, Mark Henry et Finlay dans un Scramble match et conserve le ECW Championship (15:00)
  - Jack Swagger a fait le tombé sur Finlay après un crochet du droit (4:42)
  - Finlay a fait le tombé sur Jack Swagger après un Celtic Cross (8:13)
  - Mark Henry a fait le tombé sur Tommy Dreamer après un World's Strongest Slam (9:41)
  - Jack Swagger a fait le tombé sur Mark Henry après un Corner slingshot splash (11:35)
  - Tommy Dreamer a fait le tombé sur Christian après un Pumphandle Cutter et conserve le ECW Championship (15:00)
- Rey Mysterio bat. Chris Jericho (c) dans un Title vs Mask et remporte le WWE Intercontinental Championship (15:40)
  - Rey Mysterio a fait le tombé sur Chris Jericho après un 619 et un Springboard Splash.
  - Durant le match, Chris Jericho a réussi à retirer le masque de Rey Mysterio, mais ce dernier en portait deux, ce qui lui permit de terminer le match sous l'effet de la stupéfaction et de l'emporter.
- Dolph Ziggler bat. The Great Khali dans un No Disqualification match. (4:00)
  - Dolph Ziggler a fait le tombé sur The Great Khali après que Kane l'a asséné de plusieurs coups de chaise.
- Edge et Chris Jericho battent. The Colons (c) et The Legacy dans un Triple Threat Tag Team match et remportent le WWE Unified Tag Team Championship (9:37)
  - Edge a fait le tombé sur Carlito après un spear.
  - Edge et Chris Jericho ont été annoncés au dernier moment par Théodore Long pour participer au match par équipe.
- Michelle McCool bat. Melina (c) et remporte le WWE Women's Championship (6:32)
  - Michelle McCool a fait le tombé sur Melina après lui avoir porté son FaithBreaker.
- Jeff Hardy bat. CM Punk (c) par Disqualification pour le WWE World Heavyweight Championship. (15:00)
  - Durant le match, Jeff Hardy a porté sa Swanton Bomb sur CM Punk et a fait le tombé sur lui, mais le pied du champion dépassait des cordes, ce qui empêchait légalement le tombé.
  - CM Punk a été disqualifié après avoir frappé l'arbitre involontairement.
- John Cena bat. The Miz (5:38)
  - John Cena a fait abandonner The Miz avec son STF.
- Randy Orton (c) bat. Triple H dans un Three Stages of Hell match et conserve le WWE Championship (21:20)[3]
  - Single match : Randy Orton def. Triple H par Disqualification après que Triple H l'a frappé avec une chaise.
  - Falls Count Anywhere match : Triple H def. Randy Orton. Triple H a fait le tombé sur Randy Orton après un Pedigree
  - Stretcher match : Randy Orton def. Triple H. Randy Orton a poussé Triple H jusqu'à la ligne d'arrivée après que les Priceless ont attaqué Triple H. Après le match Triple H a attaqué Randy Orton